# Herman Wendelborg Hansen

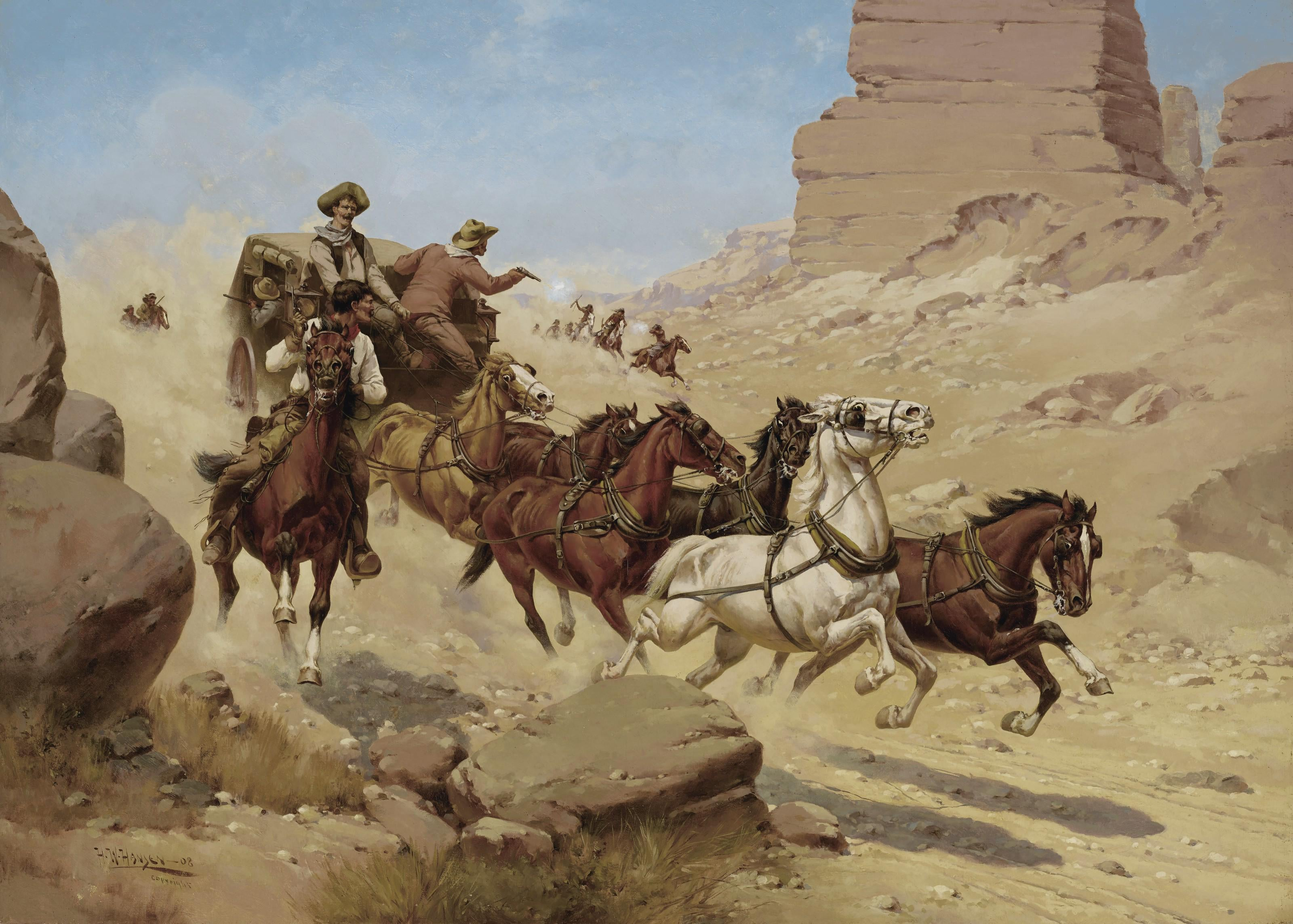
Attack on the Stagecoach (Überfall auf die Postkutsche) von Herman Wendleborg Hansen, 1908

Herman Wendelborg Hansen (* 1854 in Dithmarschen, Herzogtum Holstein, Dänemark (heute Deutschland); † 22. April 1924 in Oakland, Kalifornien) war ein deutsch-amerikanischer Maler, der Cowboyszenen und andere Bilder des Wilden Westens populär gemacht hat.

## Leben
Herman Wendelborg Hansen wurde 1854 in Dithmarschen geboren. Schon früh zeigte sich sein künstlerisches Talent, das von seinem Vater, einem Rektor und Zeichner, gefördert wurde. Mit 16 Jahren ging Hansen nach Hamburg, um dort zu studieren. 1876 zog er nach England, war aber vom amerikanischen Westen fasziniert, inspiriert von James Fenimore Coopers „Lederstrumpf-Erzählungen“. 1877 wanderte er nach New York aus, wo er als kommerzieller Illustrator arbeitete. Später zog er nach Chicago und studierte am Art Institute of Chicago. 1879 erhielt er von der Northwestern Railway den Auftrag, eine Serie von Transportanzeigen zu malen, die ihn in die Dakotas führte. Er reiste viel durch den Westen, Süden und Norden der USA und besuchte unter anderem Montana, Texas, New Mexico und Arizona, bevor er sich im Alter von 28 Jahren in San Francisco niederließ. Nach dem Erdbeben von 1906, bei dem sein Atelier zerstört wurde, zog er nach Alameda, Kalifornien. Hansen war mit den Künstlern William Keith und Maynard Dixon befreundet, von denen jeder seinen eigenen Stil verfolgte. 1901 hatte er seine erste Ausstellung. 1903 verbrachte er den Sommer in der Crow Agency in Montana. Hansen heiratete Olga Josue und hatte zwei Kinder, Frieda und Armin. Sein Sohn Armin Hansen (1886–1957) wurde ein bekannter Marinemaler und Radierer an der Westküste. Herman Wendelborg Hansen starb am 22. April 1924 im Alter von 70 Jahren in Oakland, Kalifornien.

## Werk

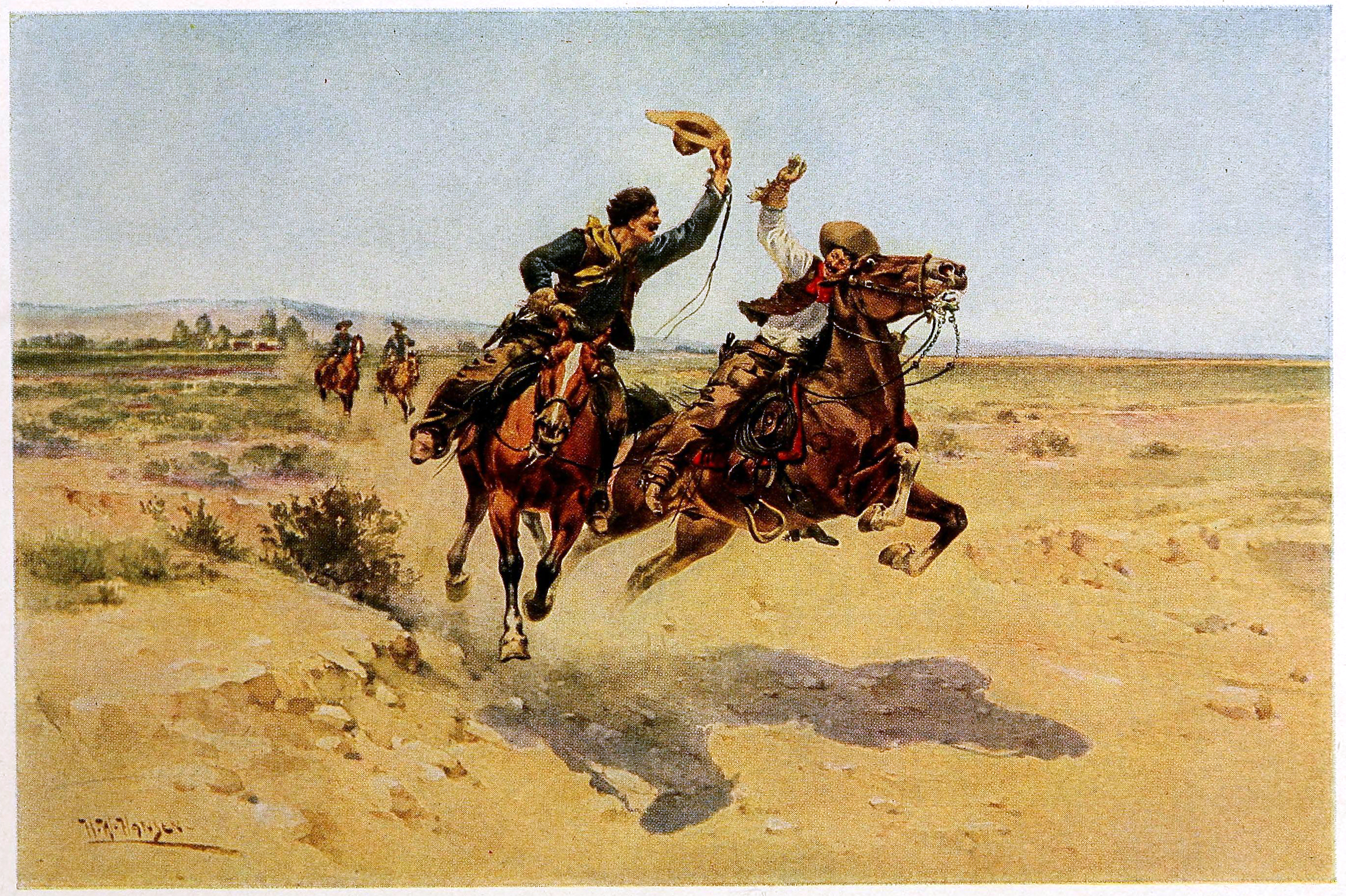
When Spring Comes to the Cattle Country, 1910

Herman Wendelborg Hansen ist bekannt für seine Western-Gemälde, die Pferde, Cowboys und die amerikanische Grenze zeigen. Sein berühmtestes Werk, Pony Express, entstand 1900 und wurde weltweit vielfach reproduziert. Seine Gemälde fangen Pferde und Cowboys in Aktion durch spezifische Details und realistische Darstellungen ein. Er gilt als einer der ersten Künstler, die Cowboy-Action-Szenen und Bilder des Wilden Westens populär machten. Anfangs arbeitete er hauptsächlich mit Aquarellfarben, später auch mit Ölfarben und Radierungen. Hansen wurde als Frederic Remington der Westküste bezeichnet und zeichnete sich durch seinen strengen Western-Genre-Stil aus. Der Künstler Eugen Neuhaus bemerkte, Hansens Werke seien eher fotografische Dokumente des Grenzlebens als Schönheiten in Form und Farbe. Seine Arbeiten befinden sich unter anderem in der Sammlung der California Historical Society.